# Todiramphus lazuli
Todiramphus lazuli, conhecida como martim-caçador-lazúli  é uma espécie de ave da família Alcedinidae.
É endémica da Indonésia.
Os seus habitats naturais são: florestas subtropicais ou tropicais húmidas de baixa altitude, florestas de mangal tropicais ou subtropicais e plantações.
Está ameaçada por perda de habitat.